# تیم ملی بسکتبال فیلیپین
تیم ملی بسکتبال فیلیپین نماینده فیلیپین در مسابقات بین‌المللی بسکتبال است.

## پانویس

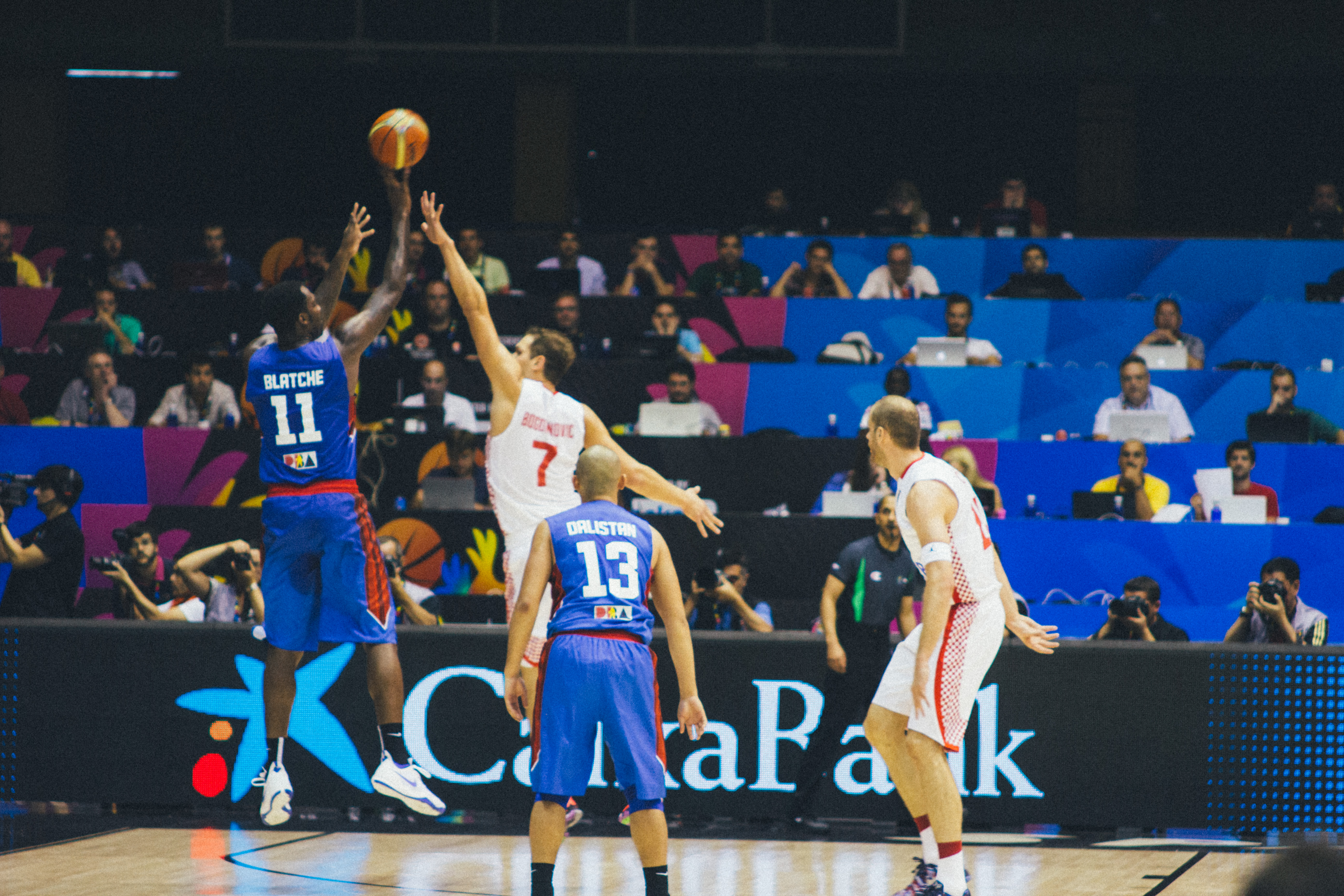
فیلیپین در برابر کرواسی در جام جهانی بسکتبال ۲۰۱۴